# Сарајевска пивара
Сарајевска пивара д. д. је пивара са седиштем у Сарајеву. Основана је 24. маја 1864. године. Њен најпознатији производ је Сарајевско пиво, а осим пива бави се производњом безалкохолних пића и флаширане воде.

## Историја
Сарајевска пивара је отворена 1864. године као прва домаћа индустрија и убрзо је постала један од водећих произвођача у Босни и Херцеговини, са значајним извозом у Црну Гору, Хрватску и Албанију. До 1903. године пивара је имала 54.570 хектолитара годишње, 86.485 хл током 1909. и 100.480 хл током 1910. године. Непосредно пре Првог светског рата, Сарајевска пивара је производила 116.000 хл годишње, а 1916. прешла је границу 150.000 хл годишње.

## Производња
- Сарајевска пивара производи класично пиво, као и радлер пиво са укусом лимуна и безалкохолно пиво.[4]
- Осим пива Сарајевска пивара производи флаширану воду „BH2O“, и „Сарајевску воду“.[5]
- Сарајевска пивара производи „Swity“ сокове[6]
- Сарајевска пивара и Пепси имају склопљен уговор о пуњењу Пепси коле[7]